# Kreinitz
Kreinitz ist ein rechtsseitig der Elbe gelegener Ortsteil der sächsischen Gemeinde Zeithain im Landkreis Meißen in Form eines Straßendorfs.

## Geografie und Verkehrsanbindung
Der Ort liegt an der Elbe zwischen Cottewitz und Fichtenberg am Elberadweg. Kreinitz liegt direkt an der nördlichen Grenze von Sachsen. Das angrenzende Land ist Brandenburg und der dazugehörige Landkreis Elbe-Elster. Südwestlich von Kreinitz liegt auf der anderen Elbseite Strehla, nordwestlich liegt Görzig und östlich liegt Jacobsthal. Östlich von Kreinitz erstreckt sich die Gohrischheide.
Der Ort wurde um 1900 als ein Straßendorf und Einzelgut mit Gewannflur und Gutsblöcken beschrieben.
In Kreinitz verkehrt mit Stand 2022 eine Regionalbuslinie zwischen Mühlberg und Riesa, wo Anschluss an die Bundesstraßen B 169 und B 182 und das Eisenbahnnetz besteht.

## Geschichte

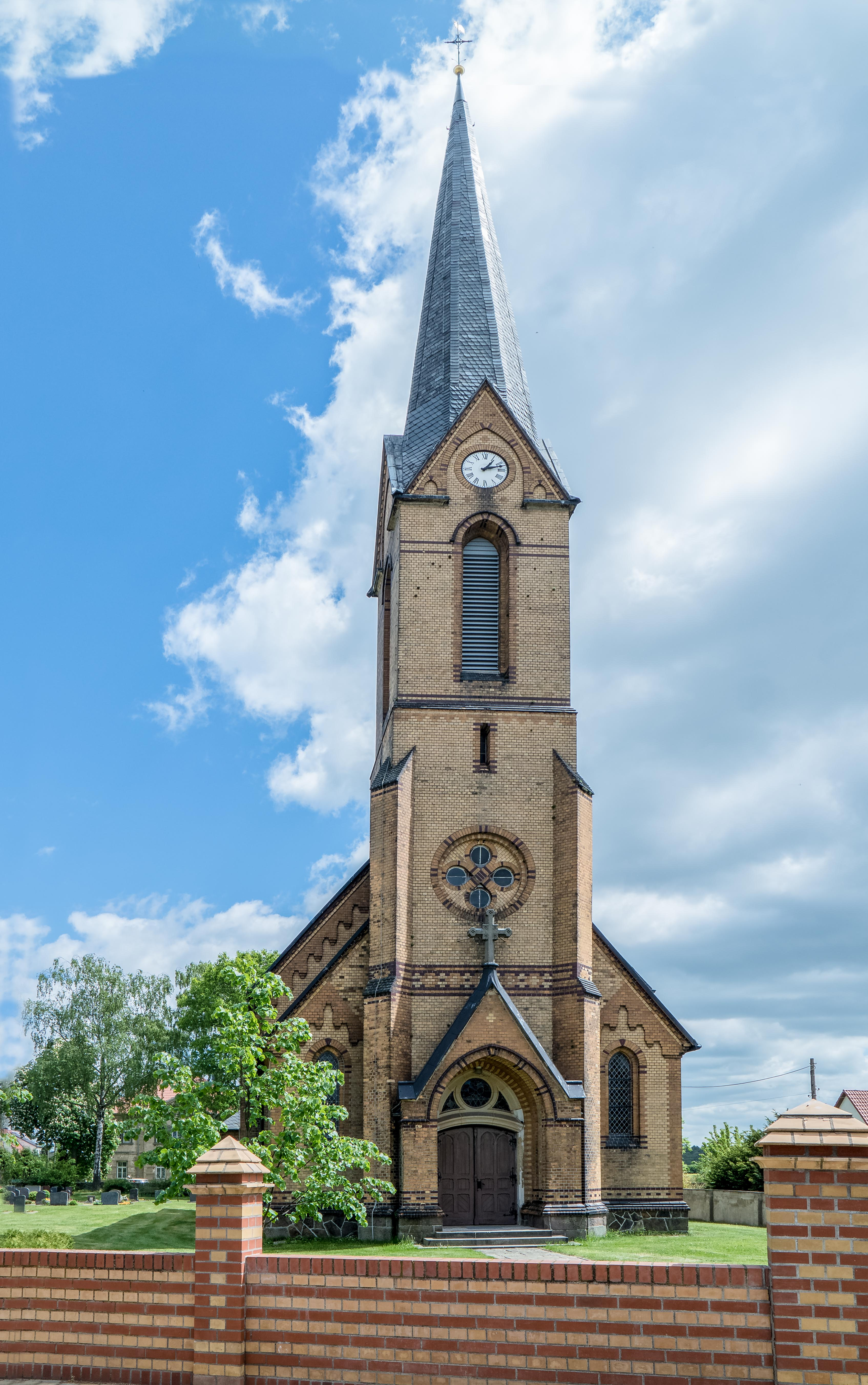
Kreinitzer Kirche

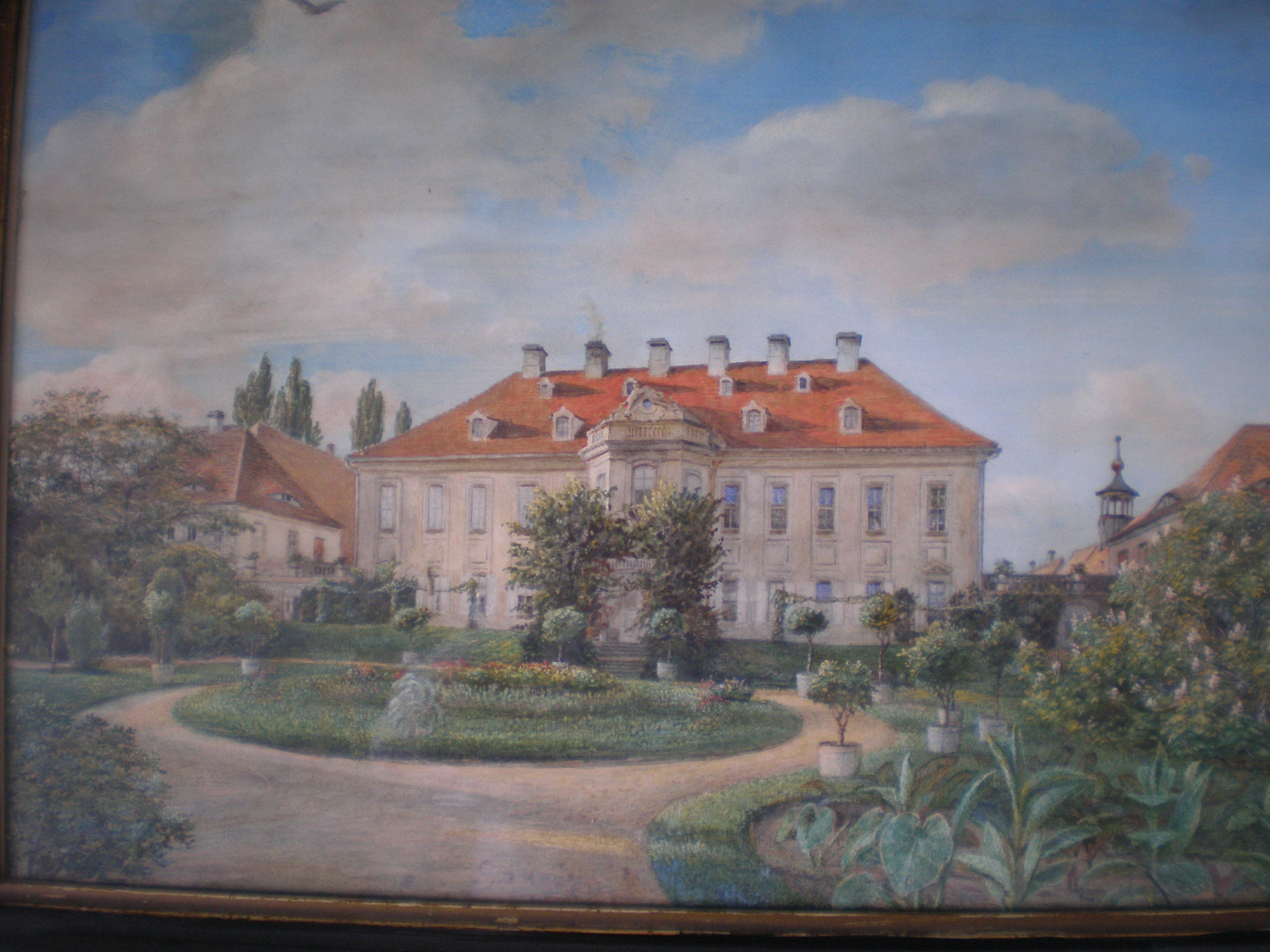
Rittergut Kreinitz, 1950 gesprengt

Erste Besiedlungsspuren in Kreinitz weisen auf eine Besiedlung durch germanischen Stämme (den Hermanduren) zurück. Eine Im Jahr 1953 durchgeführte Ausgrabung auf einer Flugsanddüne nördlich von Kreinitz brachten aus einem Brandgrab des 3. oder 4. Jahrhunderts drei Gefäße ans Tageslicht, die die Besiedlung mit ostburgundischen Siedlern belegen.
Vor 1260 zinste der Ort an das Kloster Nimbschen bei Wurzen.
1298 wurde Kreinitz erstmals urkundlich erwähnt, als der Ritter „Hartungus miles de Criniz“ als Zeuge in einer Schenkungsurkunde des Klosters Mühlberg auftrat. Gleichzeitig ist dies ein Beleg für den damals existierenden Herrensitz. Der Ortsname war mehrmals Änderungen unterzogen, so wurde Kreinitz im Jahr 1298 Hartungus miles de Criniz genannt, 1310 Crinicz, 1346 Crinitz, 1406 Krynicz, Kreynitz 1501 und 1555/56 Kreiniz beziehungsweise 1558 Krentz. Erst im Jahr 1818 hatte sich die heutige Schreibweise des Ortsnamens Kreinitz durchgesetzt.
Die Adelsfamilie Kreinitz war nicht sehr lange im Besitz von Kreinitz. Der letzte Vertreter war Donat von Crinitz, der 1346 erwähnt wurde. Im Jahr 1610 soll eine neue Kahnfähre angeschafft worden sein.
1611 „Das Rittergut Kreinitz ist im Jahre 1611 bei aufgehendem Elbstrom durch erschreckliche Ergießung des Wassers gänzlich ruiniert und weggeführt worden, wodurch der damalige Besitzer, Herr Otto Pflug auf Strehla und Kreinitz, in einer Nacht an Gebäuden, Vieh, Getreide und Mobilien 11000 Gülden Schaden gelitten.“ Der Neubau des Gutes erfolgte an einer anderen Stelle, etwas näher an Lorenzkirch heran.
Im Jahr 1679 wohnten im Dorf 38 angeseßner Mann, worunter 8 Anspänner, 2 Halb-Hüfner und 28 Häußler, welche alle dem Hoch-Adeligen Gerichts-Herrn in Kreinitz, Herrn Hannß Siegmund Pflug lehn- und zinsbar waren. Gemäß Erbregister von 1679 befand sich die Fähre von Kreinitz im Besitz der Gerichtsherrschaft zu Kreinitz und war von dieser gegen einen Erbzins von 5 Gulden und 5 Groschen auf ein bestimmtes ¼ Hufengut verpachtet. 
Am 24. Dezember 1710 stirbt Hans Siegemund von Pflugk auf Strehle Trebnitzer Teil, Kreinitz und Lößnigk in Dresden und wird am 10. Februar 1711 in der Gruft der Kirche zu Kreinitz beigesetzt.
1716 verkaufen seine Söhne den Besitz an Georg Reichsgraf von Werthern auf Beichlingen, Frohndorf, Neunheiligen, Kroppen und Frauendorf. Kreinitz zählt in diesem Jahr 7 Bauernhöfe, 2 Halbhüfner, 32 kleinere Häuser. 1733 folgt im Besitz sein Sohn Georg von Werthern. Dieser lässt 1762 eine geringe Reparatur am Kirchturm durchführen. 
1764 übernimmt dessen Sohn, Jacob Friedemann von Werthern, die Besitzungen. Der Ort hat damals 11 bessesene(r) Mann, 9 Gärtner, 37 Häusler und 25 Hufen je 9 Scheffel.
1774 muss der Kirchturm „wegen großer Baufälligkeit und besorglichen Einsturzes ganz abgetragen und von Grund auf wieder aufgeführt werden.“ 16. Oktober 1776 kauft Curt Gottlob Reichsgraf von Seydewitz das Rittergut. Die Familie von Werthern verlässt Kreinitz.
Dasselbe war 1818 noch der Fall. Nachdem ursprünglich alle Kinder nach Lorenzkirch zur Schule gingen, wurde 1696 erstmals eine eigene Dorfschule gebaut. Kreinitz bestand 1840 aus neun Bauerngütern mit 24 Hufen und 73 Häusern, der Kirche, einem herrschaftlichen brauberechtigtem Schenkgut, einer Schmiede, einer Windmühle, einer Schiffsmühle und dem Rittergut. Zum Rittergut gehörten eine Ziegelei, eine Winzerei, die aber landwirtschaftlich genutzt wurde, eine Schäferei und ein Forsthaus und die dazugehörigen Heidehäuser und die Gerichtsbarkeit über die Katzschhäuser und einem Teil von Fichtenberg.
Durch die Sächsische Landgemeindeordnung von 1838 erhielt Kreinitz Eigenständigkeit als Landgemeinde. Ab 1696 gehörte der Ort zum Amt Mühlberg und ab 1816 zum Amt Großenhain. Ab 1856 wurde Kreinitz vom Gerichtsamt Strehla verwaltet. Ab 1875 gehörte das Dorf zur Amtshauptmannschaft Oschatz. Am 1. August 1899 betrieb Emil Lamm die Kreinitzer Elbfähre. 1912 wurde anerkannt, dass dem jeweiligen Eigentümer des auf Blatt 22 des Grundbuches für Kreinitz eingetragenen Grundstücks, automatisch das Recht zur Ausübung des Fährbetriebes zwischen Trebnitz und Kreinitz verliehen wurde. Die Fähre wurde 1945 eingestellt. Die Schaluppe wurde noch für den Transport von Futter für die Tiere der Familie Lamm genutzt, die die Elbwiesen am Trebnitzer Elbufer nutzten.

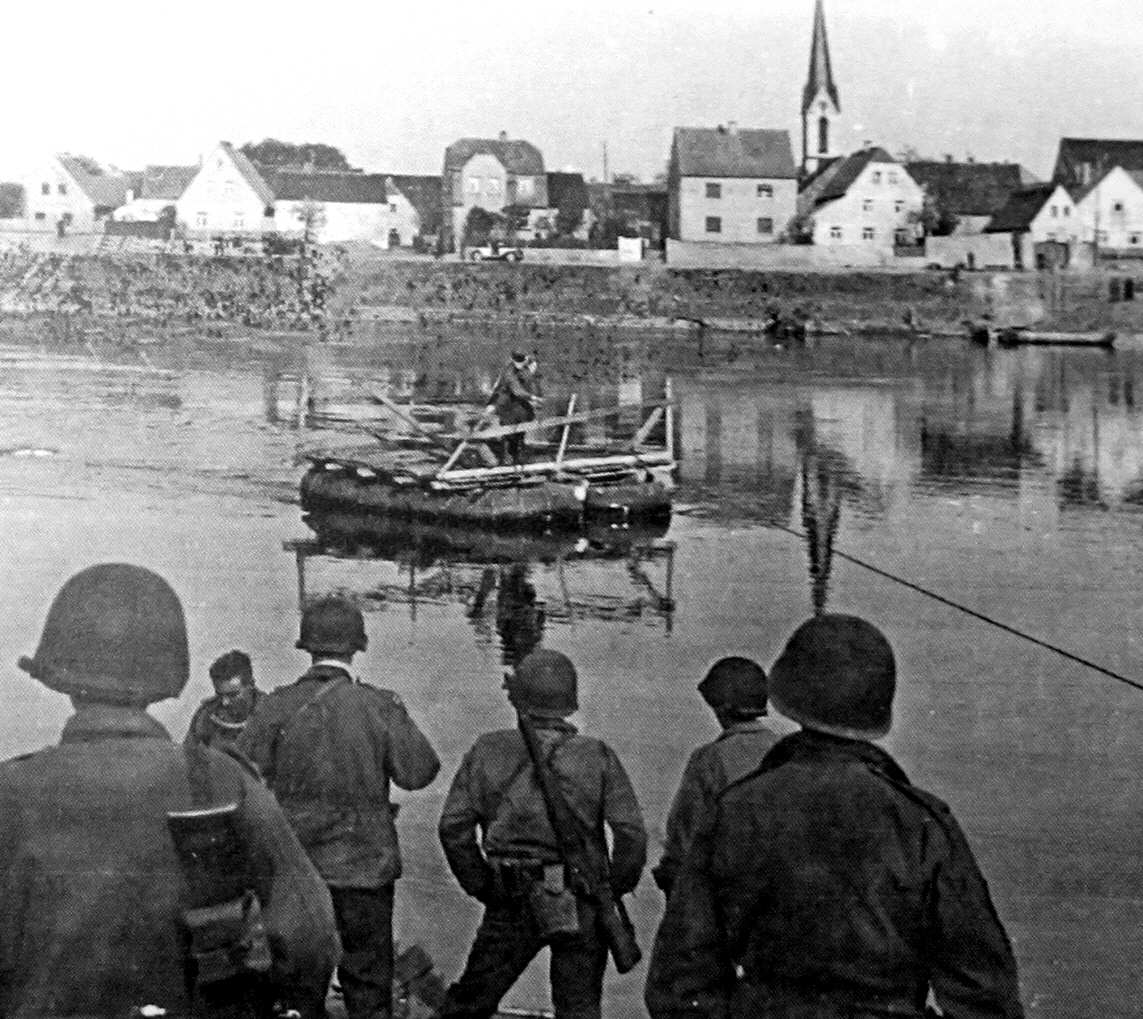
US-Patrouille unter Leutnant Kotzebue an der Elbe zwischen Görzig und Kreinitz

Am 25. April 1945 um 13.30 Uhr kam es in Kreinitz an der Elbe zur zweiten Begegnung der amerikanischen Kotzebue-Patrouille mit Oberstleutnant Alexander Gordejew. Die 36 Mann starke US-Patrouille unter Leutnant Albert Kotzebue drang weiter bis nach Burxdorf vor, um den Stab des 175. Gardeschützenregiments der Roten Armee zu besuchen. Dieses Treffen wurde auf sowjetischer Seite als erste Begegnung protokolliert, obwohl es am selben Tag schon ein Treffen in Lorenzkirch gegeben hatte, das aber wegen der vielen Leichen am Elbufer und auf der von der Wehrmacht gesprengten Brücke nicht protokolliert und nicht veröffentlicht werden sollte. Am nächsten Tag stellte der Kriegsfotograf Alexander Ustinow Fotos von den Ereignissen mit den Originalprotagonisten nach. Der 25. April 1945 ist heute ein Gedenktag des Zweiten Weltkrieges, der als Elbe Day der ersten Begegnung amerikanischer und sowjetischer Truppen auf deutschem Boden gedenkt.
Sachsen kam nach dem Zweiten Weltkrieg in die Sowjetische Besatzungszone und später zur DDR. Nach der Gebietsreform 1952 wurde Kreinitz dem Kreis Riesa im Bezirk Dresden zugeordnet. Nach Wende und Wiedervereinigung wurde das Dorf Teil des neugegründeten Freistaates Sachsen. Die folgenden Gebietsreformen in Sachsen ordneten Kreinitz 1994 dem Landkreis Riesa-Großenhain und 2008 dem Landkreis Meißen zu. Seit 1994 ist Kreinitz Teil der Gemeinde Zeithain.

### Bevölkerungsentwicklung
| Jahr | Einwohnerzahl                                                       |
| ---- | ------------------------------------------------------------------- |
| 1550 | 11 besessene(r) Mann, 5 Häusler, 11 Inwohner                        |
| 1764 | 11 besessene(r) Mann, 9 Gärtner, 37 Häusler, 25 Hufen je 9 Scheffel |
| 1834 | 459                                                                 |
| 1871 | 530                                                                 |
| 1890 | 559                                                                 |
| 1910 | 542                                                                 |
| 1925 | 531                                                                 |
| 1939 | 550                                                                 |
| 1946 | 651                                                                 |
| 1950 | 661                                                                 |
| 1964 | 594                                                                 |
| 1990 | 552                                                                 |
| 1994 | Eingemeindung nach Zeithain                                         |
| 2011 | 470                                                                 |

Beim Zensus 2011 hatte Kreinitz 470 Einwohner, die in 151 Wohngebäuden mit insgesamt 240 Wohnungen lebten. Das Durchschnittsalter der Bevölkerung betrug 44,3 Jahre.

## Persönlichkeiten
- Ferdinand Kretzschmar (1853–1923), Richter am OLG Dresden

## Gedenkstätten

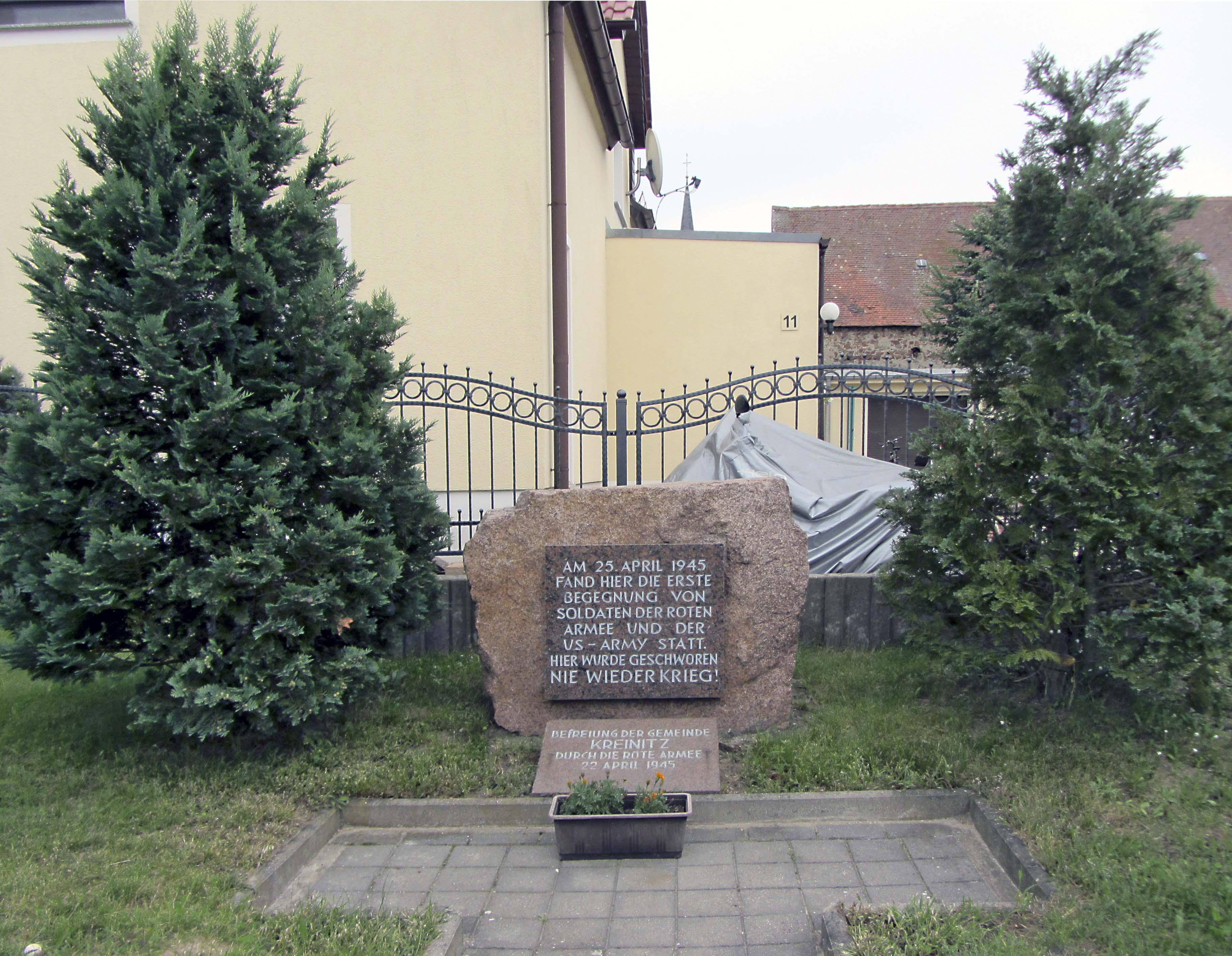
Kreinitz Denkmal Begegnung

- Auf dem Friedhof steht ein Denkmal für die Gefallenen des Ersten Weltkrieges. Auf der Vorderseite des als quadratische Säule ausgeführten Denkmals ist ein senkrechtes Schwert dargestellt. Im oberen Bereich ist die Inschrift Herr ich warte auf Dein Heil. Deine Gnade müssen mein Trost sein. Ihren im Weltkriege gefallenen Helden die dankbare Gemeinde Kreinitz. An den Seiten des stark verwitterten Denkmals sind die Namen von 26 Gefallenen aufgeführt, die aber verwittert und schlecht lesbar sind.[6]
- Gedenkstein an der Straße Zum Elbblick zur Erinnerung an den Elbe Day und der Befreiung durch die Sowjetarmee. Der Stein trägt die Inschrift Am 25.April 1945 fand hier die erste Begegnung von Soldaten der Roten Armee und der US-Army statt. Hier wurde geschworen. Nie wieder Krieg! Am Fuß des Gedenksteins steht eine Platte mit der Inschrift Befreiung der Gemeinde Kreinitz durch die Rote Armee 22. April 1945.